# (7713) Tsutomu
(7713) Tsutomu (1995 YE) – planetoida z pasa głównego asteroid okrążająca Słońce w ciągu 3,82 lat w średniej odległości 2,44 j.a. Odkryta 17 grudnia 1995 roku.